# Ben Oss
Ben Oss (gael. Beinn Ois, wym. [peɲˈɔʃ]ⓘ) – szczyt w paśmie Tyndrum, w Grampianach Zachodnich. Leży w Szkocji, w hrabstwie Stirling. 